# Пенькі (Куявсько-Поморське воєводство)
Пенькі (пол. Pieńki) — село в Польщі, у гміні Плужниця Вомбжезького повіту Куявсько-Поморського воєводства.
У 1975-1998 роках село належало до Торунського воєводства.